# Въстание на Вата
Вижте пояснителната страница за други значения на Вата.
Въстанието на Вата, неправилно наричано само Вата, е въстание на противниците на християнизацията в Унгария, започнало през 1046 г.
Довежда до свалянето на крал Петер Орсеоло, мъченичеството на свети Гелерт и възстановяването на династията на Арпадите. Наречено е на езичника Вата, който е сред водачите на бунта.

## Предпоставки
Християнството е въведено в Унгария от крал Ищван I. След неговата смърт през 1038 той е наследен от Петер Орсеоло, син на сестра му и венециански благородник. Той бързо става непопулярен, заради увеличените данъци и политиката на сближаване със Свещената Римска империя. През 1041 Шамуел Аба, зет на крал Ищван, взема властта и Орсеоло бяга в Бавария при император Хенрих III.
През следващите години властта на Аба отслабва, вероятно поради противопоставянето на църквата, която не одобрява подкрепата му за езичеството. С подкрепата на император Хенрих III Петер Орсеоло се връща в Унгария през 1044, побеждавайки Аба в битката при Менфьо. Орсеоло си връща трона, но като васал на Свещената Римска империя.

## Въстанието
Андраш, Бела и Левенте са тримата синове на Вазул, братовчед на крал Ищван, и претенденти за унгарския трон. При управлението на Шамуел Аба те напускат Унгария, тъй като животът им е застрашен. През 1046 Андраш и Левенте се връщат от Киевска Рус и бързо получават масова подкрепа, особено сред езическото население, макар че Андраш е християнин. Това поставя началото на въстанието, което Андраш и Левенте първоначално подкрепят.
По време на въстанието благородник на име Вата застава начело на група бунтовници, които искат да се забрани християнството и страната да се върне към езичеството. Езически групи, подкрепящи Вата, избиват свещеници и християни на много места. Крал Петер е принуден да бяга в Секешфехервар, където е убит от разбунтували се граждани. Андраш, като най-голям от братята е обявен за крал на Унгария.
При приближаването на Андраш и Левенте към Пеща, епископите Гелерт, Бестеред, Бьод и Бенета излизат да ги посрещнат. На 24 септември те са нападнати от езическа тълпа, която започа да ги замерва с камъни и Бьод е убит. Докато езичниците ги замерват, Гелерт многократно прави кръстни знаци, което още повече разгневява тълпата. Той е заловен, отведен на хълма Келенхеди, качен е на каруца и е блъснат по стръмния склон към река Дунав. Бестеред и Бенета успяват да избягат през реката, където Бестеред е тежко ранен, преди намесата на Андраш и Левенте. От четиримата епископи оцелява само Бенета. По-късо Гелерт е обавен за светец за мъченичеството си и хълмът, от който е хвърлен, е наречен на негово име.

## Последици
Въстанието Вата е последният значителен опит за спиране на християнизацията на Унгария. Макар че получава подкрепа от езичниците при идването си на власт, Андраш не възнамерява да премахне християнството. След като става крал, той се дистанцира от Вата и езичниците, въпреки че те не са преследвани за действията си.